# Фенакодонтиды
Фенакодонтиды (лат. Phenacodontidae) — вымершее семейство крупных растительноядных млекопитающих, традиционно помещаемых в качестве «мусорного таксона» в отряд кондиляртр, но являющихся, вероятно, ранними непарнокопытными. Фенакодонтиды обитали с конца раннего палеоцена до начала среднего эоцена (около 60—50 млн лет назад) и их окаменелости в Северной Америке и Европе. Единственный несомненный азиатский фенакодонтид — Lophocion asiaticus.

## Таксономия
Согласно филогенетическим исследованиям начала XXI века вместо монофилетической клады кондиляртр лучше понимать как эволюционную ступень, ведущую к настоящим копытным. Филогенетический анализ 2012 года восстановил фенакодонтид как серию сестринских таксонов клады Altungulata. Более поздние филогенетические исследования подтверждают, что фенакодонтиды были наиболее тесно связаны с современными непарнокопытными.